# Autorité Mayer
L’autorité René Mayer est la seconde haute autorité de la Communauté européenne du charbon et de l'acier (CECA), en fonction entre le 11 juin 1955 et le 10 janvier 1958.

## Historique

### Nomination
René Mayer fut nommé unanimement président de la Haute Autorité par les ministres des Affaires étrangères des Six le 1er juin 1955 à la conférence de Messine après que Jean Monnet a indiqué ne pas vouloir renouveler son mandat.
La nomination de René Mayer constitue un acte politique, notamment pour la France, qui ne souhaitait pas renouveler Jean Monnet tout en rassurant les partenaires de la France de son engagement européen. En effet, le gouvernement français était alors mené par Pierre Mendès France, dont certains ministres gaullistes s'opposaient à Jean Monnet, notamment après le rejet, le 30 juin 1954, du traité instituant la Communauté européenne de défense qu'ils jugeaient trop supranational. Dans ce contexte, la France avait proposé la nomination de Mayer et, en second choix, Jean-Marie Louvel.
En dépit du fait que Mayer avait été proposé car il était pro-Européen, ce qui rassurait les autres États membres, l'Allemagne représentée par Walter Hallstein, craignait que a France n'occupe en permanence la présidence de la Haute Autorité. Ceci fut surmonté par le communiqué final indiquant les règles futures de la nomination :
1. aucun État membre ne peut occuper un poste au sein de l'administration de la CECA de manière permanente ;
2. le constat qu'il n'est pas possible d'établir un régime de roulement ;
3. le fait que la personne sélectionnée, sans considération de nationalité, doit être la plus qualifiée.

Conformément à l'article 11 du traité instituant la Communauté européenne du charbon et de l'acier, les six ministres des Affaires étrangères contactèrent le siège administratif de la Haute Autorité pour demander l'avis de l'institution. Par la même, ils proposèrent la continuation des mandats de Franz Etzel et Albert Coppé en tant que vice-présidents.

### Développements politiques
Mayer prit ses fonctions le 10 juin 1955.

## Composition
| Image            | Nom              | Fonction | Responsabilité dans d’autres groupes de travail                                                                                          | Pays                 |
| ---------------- | ---------------- | --- | --- | -------------------- |
| René Mayer       | René Mayer       | - Président de la Haute Autorité de la Communauté européenne du charbon et de l’acier | | France               |
| Franz Etzel      | Franz Etzel      | - Premier vice-président de la Haute Autorité de la Communauté européenne du charbon et de l’acier (démissionne le 28 octobre 1957                                                                                           | - Relations extérieures | Allemagne de l’Ouest |
| Albert Coppé     | Albert Coppé     | - Second vice-président de la Haute Autorité de la Communauté européenne du charbon et de l’acier - Président du groupe de travail des Objectifs généraux, de la Politique à long terme, des Marchés, ententes et transports | - Presse et information | Belgique             |
| Paul Finet       | Paul Finet       | - Membre - Président du groupe de travail des Problèmes sociaux | | Belgique             |
| Dirk Spierenburg | Dirk Spierenburg | - Membre - Président du groupe de travail des Relations extérieures | - Marché, ententes, transports | Pays-Bas             |
| Léon Daum        | Léon Daum        | - Membre - Président du groupe de travail des Problèmes industriels, des Finances et du Groupe d'instruction | - Marchés, ententes, transports - Objectifs généraux et Politique à long terme - Presse et information                                   | France               |
| Enzo Giacchero   | Enzo Giacchero   | - Membre - Président du groupe de travail Presse et information | - Objectifs généraux, Politique à long terme et Conjoncture - Problèmes industriels, finances - Problèmes sociaux                        | Italie               |
| Albert Wehrer    | Albert Wehrer    | - Membre | - Relations extérieures - Groupe d'instruction - Problèmes industriels, finances - Problèmes sociaux                                     | Luxembourg           |
| Heinz Potthoff   | Heinz Potthoff   | - Membre | - Objectifs généraux, Politique à long terme et Conjoncture - Problèmes industriels, finances - Problèmes sociaux - Groupe d'instruction | Allemagne de l’Ouest |

## Sources

## Compléments